# Спирея дубровколистная
Спире́я дубровколи́стная, или Спире́я дубравколи́стная, реже — Таволга дубровколистная (лат. Spiraéa chamaedryfólia) — вид растений рода Спирея семейства Розовые. Используется как декоративное растение и медонос.

## Ботаническое описание
Морозоустойчивый кустарник с плотной округлой кроной, образованной ребристыми побегами. В высоту вырастает до 1,5-2 м. Цветёт в мае-июне, плодоносит в июле-августе.
Листья широкопродолговато-яйцевидные, остроконечные, в основании закруглённые или клиновидно суженные, край до середины цельный, а ближе в окончанию пластинки дваждыпильчатый. Длина от 3,5 см до 4,5 см. Верхняя сторона листьев ярко-зелёного цвета, нижняя — сизая.
Белые цветки собраны в 6-20-цветковые щитковидные соцветия. Цветоножки голые.
Плоды — голые листовки, содержащие мелкие, плоские, коричневые, крылатые семена.

## Хозяйственное значение и использование
Второстепенный корм для сельскохозяйственных животных. Молодые побеги поедаются зимой, летом ощипываются листья. Лошади зимой и летом объедают побеги. Для коз и овец поедающих листья и побеги считается нажировочным. Отмечены случаи когда плоды составляли 80 % от содержимого зоба по весу. 

Медоносное растение.
- Цветущий куст
- Лист
- Соцветие

## Классификация

### Таксономия
- Spiraea chamaedryfolia L., 1753, Sp. Pl. : 489

Вид Спирея дубровколистная включается в род Спирея (Spiraea) семейства Розовые (Rosaceae) порядка Розоцветные (Rosales), последовательно входящего в более крупные клады Фабиды → Розиды → Суперрозиды → Эвдикоты → Цветковые растения. Таксономическая схема в соответствии с Системой APG IV по состоянию на июнь 2024 года:
|  |                          |  |                                   |                                   |                   |  | еще 8 семейств | еще 8 семейств |                            |  |  |  | еще 154 подтвержденных вида и 259 видов, ожидающих подтверждения |
|  |                          |  |                                   |                                   |                   |  | еще 8 семейств | еще 8 семейств |                            |  |  |  | еще 154 подтвержденных вида и 259 видов, ожидающих подтверждения |
|  |                          |  |                                   | порядок Розоцветные               |                   |  |                |                | род Спирея                 |  |  |  |                                                                  |
|  |                          |  |                                   | порядок Розоцветные               |                   |  |                |                | род Спирея                 |  |  |  |                                                                  |
|  | клада Цветковые растения |  |                                   |                                   | семейство Розовые |  |                |                | вид Спирея дубровколистная |  |  |  |                                                                  |
|  | клада Цветковые растения |  |                                   |                                   | семейство Розовые |  |                |                |                            |  |  |  |                                                                  |
|  |                          |  | ещё 63 порядка цветковых растений | ещё 63 порядка цветковых растений |                   |  |                | еще 116 родов  | еще 116 родов              |  |  |  |                                                                  |
|  |                          |  |                                   | ещё 63 порядка цветковых растений |                   |  |                |                | еще 116 родов              |  |  |  |                                                                  |

### Синонимы
- Spiraea alnifolia Zabel
- Spiraea aubifolia Zabel
- Spiraea banatica Janka ex Just
- Spiraea banatica Janka
- Spiraea belgica Dumort.
- Spiraea chamaedrifolia Pall.
- Spiraea chamaedrifolia var. vulgaris Cambess.
- Spiraea chamaedryfolia subsp. flexuosa (Fisch. ex Cambess.) Nedol.
- Spiraea chamaedryfolia subsp. ulmifolia (Scop.) J.Duvign.
- Spiraea chamaedryfolia subsp. ussuriensis (Pojark.) Nedol.
- Spiraea chamaedryfolia var. crataegifolia Zabel
- Spiraea chamaedryfolia var. flexuosa (Fisch. ex Cambess.) Maxim.
- Spiraea chamaedryfolia var. pilosa (Nakai) H.Hara
- Spiraea chamaedryfolia var. pubescens H.Hara
- Spiraea chamaedryfolia var. stenophylla Zabel
- Spiraea chamaedryfolia var. subracemosa Ser.
- Spiraea chamaedryfolia var. transiens Zabel
- Spiraea chamaedryfolia var. typica Fiori
- Spiraea chamaedryfolia var. ulmifolia (Scop.) Maxim.
- Spiraea chamaedryfolia var. vulgaris Cambess.
- Spiraea flexuosa Fisch. ex Cambess.
- Spiraea flexuosa var. latifolia Fisch. ex Maxim.
- Spiraea flexuosa var. stenophylla (Zabel) C.K.Schneid.
- Spiraea flexuosa var. typica C.K.Schneid.
- Spiraea incisa Rchb.
- Spiraea media var. oblongifolia C.K.Schneid.
- Spiraea oblongata Wender.
- Spiraea prostrata Schur
- Spiraea ulmifolia Scop.
- Spiraea ulmifolia f. subalpina Schur
- Spiraea ulmifolia f. suborbicularis Nyár.
- Spiraea ulmifolia subsp. banatica (Janka) Nyman
- Spiraea ulmifolia var. leiocarpa Borbás
- Spiraea ulmifolia var. parvifolia Lavallée
- Spiraea ulmifolia var. phyllantha Ser.
- Spiraea ulmifolia var. pilosa Nakai
- Spiraea ulmifolia var. trichocarpa Borbás
- Spiraea ussuriensis Pojark.
- Spiraea versifolia Raf.
- Spiraea yazawai Makino